# Baarschot
Baarschot est un village néerlandais de la commune de Hilvarenbeek dans le Brabant-Septentrional. Baarschot est situé environ 12 km au sud-est de Tilburg, sur la route de Diessen à Westelbeers. La Reusel passe au nord-ouest du village.
Jusqu'au 1er janvier 1997, Baarschot appartenait à la commune de Diessen.
La première mention de Baarschot remonte probablement à 726, où on le trouve sous la graphie Bobanschot dans une acte de donation de Willibrord d'Utrecht, qui cède le domaine de Baarschot à l'Abbaye d'Echternach. Cette identification est d'autant plus probable que cette région a longtemps été redevable d'un tribut à cette abbaye.